# الدوري الإيطالي 1901
البطولة الاتحادية الإيطالية لكرة القدم 1901 هي النسخة الرابعة من دوري الدرجة الأولى الإيطالي بمسماه الجديد، حيث كان هذا الدوري يحمل اسم البطولة الوطنية الإيطالية لكرة القدم في السنوات ما بين 1898 و1900، لكن هذا الاسم لم يعد ساري المفعول، حيث أقر اتحاد إيطاليا لكرة القدم تغيير هذا الاسم ليصبح بذلك البطولة الاتحادية الإيطالية لكرة القدم (1900 - 1903). بعد سيطرة نادي جنوى على اللقب لثلاث سنوات متتالية تمكن إيه سي ميلان من كسر هذه السلسلة وتوج باللقب الأول في تاريخه بعد مضي عام واحد على تأسيسه.

## البطولة

### الأدوار التأهيلية

#### المباراة الأولى
| جيناستيكا تورينو | 0 - 5 | يوفنتوس                                |
| ---------------- | ----- | -------------------------------------- |
|                  |       | ؟' دومينيكو دونا · ؟' أومبيرتو مالفانو |

#### المباراة الثانية
| ميديوناليم | 0 - 2 | إيه سي ميلان                         |
| ---------- | ----- | ------------------------------------ |
|            |       | ؟' سامويل ريشارد دافيس · ؟' كورت ليس |

### نصف النهائي
| يوفنتوس                                | 2 - 3 | إيه سي ميلان                      |
| -------------------------------------- | ----- | --------------------------------- |
| ؟' دومينيكو دونا · ؟' أومبيرتو مالفانو |       | ؟' إتور نيجريتي · ؟' هيربرت كيلبن |

### النهائي
| جنوى | 0 - 3 | إيه سي ميلان    |
| ---- | ----- | --------------- |
|      |       | ؟' هيربرت كيلبن |

## البطل

### اللقب
| الدوري الإيطالي الدرجة الأولى بطل 1901 |
| -------------------------------------- |
| إيه سي ميلان اللقب الأول               |
|                                        |

### تشكيلة الفائز
ميلان
- هوبرلين هود
- هانس هينريش سوتر
- كاتيلو جادا
- كورت ليس
- هيربرت كيلبن
- دانييلو أنجيلوني
- أجوستينو ريكالكاتي
- سامويل ريشارد دافيس
- دافيد أليسون
- جيريرو كولومبو